# Nigeria International 2015
Die Nigeria International 2015 im Badminton fanden vom 30. September bis zum 3. Oktober 2015 in Abuja statt.

## Sieger und Platzierte
| Disziplin    | Gold                        | Silber                                   | Bronze                                      |
| ------------ | --------------------------- | ---------------------------------------- | ------------------------------------------- |
| Herreneinzel | Howard Shu                  | Luka Wraber                              | Edwin Ekiring                               |
| Herreneinzel | Howard Shu                  | Luka Wraber                              | Jacob Maliekal                              |
| Dameneinzel  | Grace Gabriel               | Kate Foo Kune                            | Hadia Hosny                                 |
| Dameneinzel  | Grace Gabriel               | Kate Foo Kune                            | Ebru Yazgan                                 |
| Herrendoppel | Emre Vural Sinan Zorlu      | Ali Ahmed El Khateeb Abdelrahman Kashkal | Daniel Sam Emmanuel Donkor                  |
| Herrendoppel | Emre Vural Sinan Zorlu      | Ali Ahmed El Khateeb Abdelrahman Kashkal | Vilson Vattanirappel Luka Wraber            |
| Damendoppel  | Cemre Fere Ebru Yazgan      | Grace Gabriel Maria Braimoh              | Dorcas Ajoke Adesokan Asisat Ogunkanbi      |
| Damendoppel  | Cemre Fere Ebru Yazgan      | Grace Gabriel Maria Braimoh              | Tosin Damilola Atolagbe Susan Ideh          |
| Mixed        | Olorunfemi Elewa Susan Ideh | Daniel Sam Gifty Mensah                  | Idowu Timothy Adekunle Asisat Ogunkanbi     |
| Mixed        | Olorunfemi Elewa Susan Ideh | Daniel Sam Gifty Mensah                  | Folorunsho Ilesanmi Opeyori Olabisi Ibiyeye |